# Château du Vieux-Navarin
Le château du Vieux-Navarin (grec moderne : Παλαιό Ναυαρίνο) est une forteresse franque du XIIIe siècle située près de Pýlos, en Grèce. C'est l'un des deux châteaux qui gardent la baie d'importance stratégique sur laquelle il se trouve ; l'autre est la nouvelle forteresse de Navarin, construite par les Ottomans. En juxtaposition avec ce dernier, il est fréquemment appelé simplement Palaiókastro ou Paliókastro (grec moderne : Παλαιόκαστρο ou Παλιόκαστρο, « vieux château »). Il occupe le site du fort athénien datant de la bataille de Pylos en -425.

## Toponymie
Pendant la période franque, il est connu sous le nom de Port-de-Jonc ou Port-de-Junch en français, avec quelques variantes et dérivés : en italien Porto-Junco, Zunchio ou Zonchio, en catalan médiéval Port Jonc, en latin Iuncum, Zónglon/Zónglos (grec moderne : Ζόγγλον/ς ou Ζόγκλον/ς) en grec, etc.,. À la fin du XIVe et au début du XVe siècle, lorsqu'il est détenu par la compagnie de Navarre, il est également connu sous le nom de Château Navarres, et est appelé Spanochóri (grec moderne : Σπανοχώρι, « village des Espagnols ») par la population grecque locale.

## Historique
Le château se dresse au sommet d'une imposante formation rocheuse de 200 mètres de haut, sur le flanc nord de la baie flanquée de falaises ; le site naturellement défendable est probablement occupé depuis l'époque classique. Bien qu'il n'y ait pas de barrières physiques à l'accès, les ruines du château sont déclarées « fermées au public » car la structure est considérée comme dangereuse.
En 1204, à la suite de la quatrième croisade, le Péloponnèse ou Morée passe sous la domination de la principauté d'Achaïe, un État franc croisé. Selon les versions française et grecque de la Chronique de Morée, le château est construit par Nicolas II de Saint-Omer, seigneur de Thèbes, qui reçoit vers 1281 de vastes terres en Messénie en échange de la cession au domaine princier des possessions de son épouse, Kalamáta et Chlemoútsi. Selon la version grecque, il a l'intention d'en faire un futur fief pour son neveu, Nicolas III, bien que la version aragonaise attribue la construction à Nicolas III lui-même, quelques années plus tard. Selon le médiéviste Antoine Bon, une construction sous Nicolas II dans les années 1280 est plus probable, peut-être pendant la période de 1287 à 1289, au cours de laquelle il sert comme vice-roi (bailli) d'Achaïe. Malgré les intentions de Nicolas II, il n'est cependant pas certain que son neveu hérite réellement de Navarin. Si cela est le cas, il le conserve jusqu'à sa mort en 1317, date à laquelle ce dernier, ainsi que toutes les autres terres messéniennes de la famille, retournent au domaine princier, Nicolas III n'ayant pas d'enfants.
La forteresse demeure par la suite relativement peu importante, à l'exception de la bataille navale de 1354 entre Venise et Gênes, et d'un épisode en 1364, lors du conflit entre Marie de Bourbon et le prince Philippe de Tarente, en raison de la tentative de Marie de revendiquer la principauté à la suite de la mort de son mari, Robert de Tarente. Marie obtient la possession de Navarin (avec Kalamáta et Le Magne) par Robert en 1358, et le châtelain local, fidèle à Marie, emprisonne brièvement le nouveau bailli du prince, Simon del Poggio. Marie conserve le contrôle de Navarin jusqu'à sa mort en 1377. À peu près à cette époque, des Albanais s'installent dans la région, tandis qu'en 1381/2, des mercenaires navarrais, gascons et italiens y sont actifs. Dès les premières années du XVe siècle, Venise porte son intérêt sur la forteresse de Navarin, craignant que ses rivaux génois ne s'en emparent et ne l'utilisent comme base pour des attaques contre les avant-postes vénitiens de Modon et Coron. En l'occurrence, les Vénitiens s'emparent par eux-mêmes de la forteresse en 1417 et, après de longues manœuvres diplomatiques, parviennent à légitimer leur nouvelle possession auprès du prince d'Achaïe, Centurione II Zaccaria, en 1423,.
En 1423, Navarin, comme le reste du Péloponnèse, subit son premier raid ottoman, mené par Turahan Beg, qui se répète en 1452. C'est également à Navarin que l'empereur Jean VIII Paléologue s'embarque en 1437, en direction du Conseil de Ferrare, et où le dernier despote de Morée, Thomas Paléologue, s'embarque avec sa famille en 1460, à la suite de la conquête ottomane du Despotat de Morée. Après 1460, la forteresse, ainsi que les autres avant-postes vénitiens, Monemvasia et la péninsule du Magne, demeurent les seules zones de la péninsule tenues par les chrétiens,. Le contrôle vénitien sur Navarin survit à la première guerre vénéto-ottomane (1463-79), mais pas à la seconde (1499-1503) : après la défaite vénitienne à la bataille de Modon en août 1500, la garnison de 3 000 hommes se rend, bien qu'elle soit bien approvisionnée pour un siège. Les Vénitiens réussissent cependant à la reprendre peu de temps après, le 3/4 décembre, mais le 20 mai 1501, une attaque commune sur terre et sur mer des Ottomans, menée par Kemal Reis et Hadım Ali Pacha permet sa reconquête,.

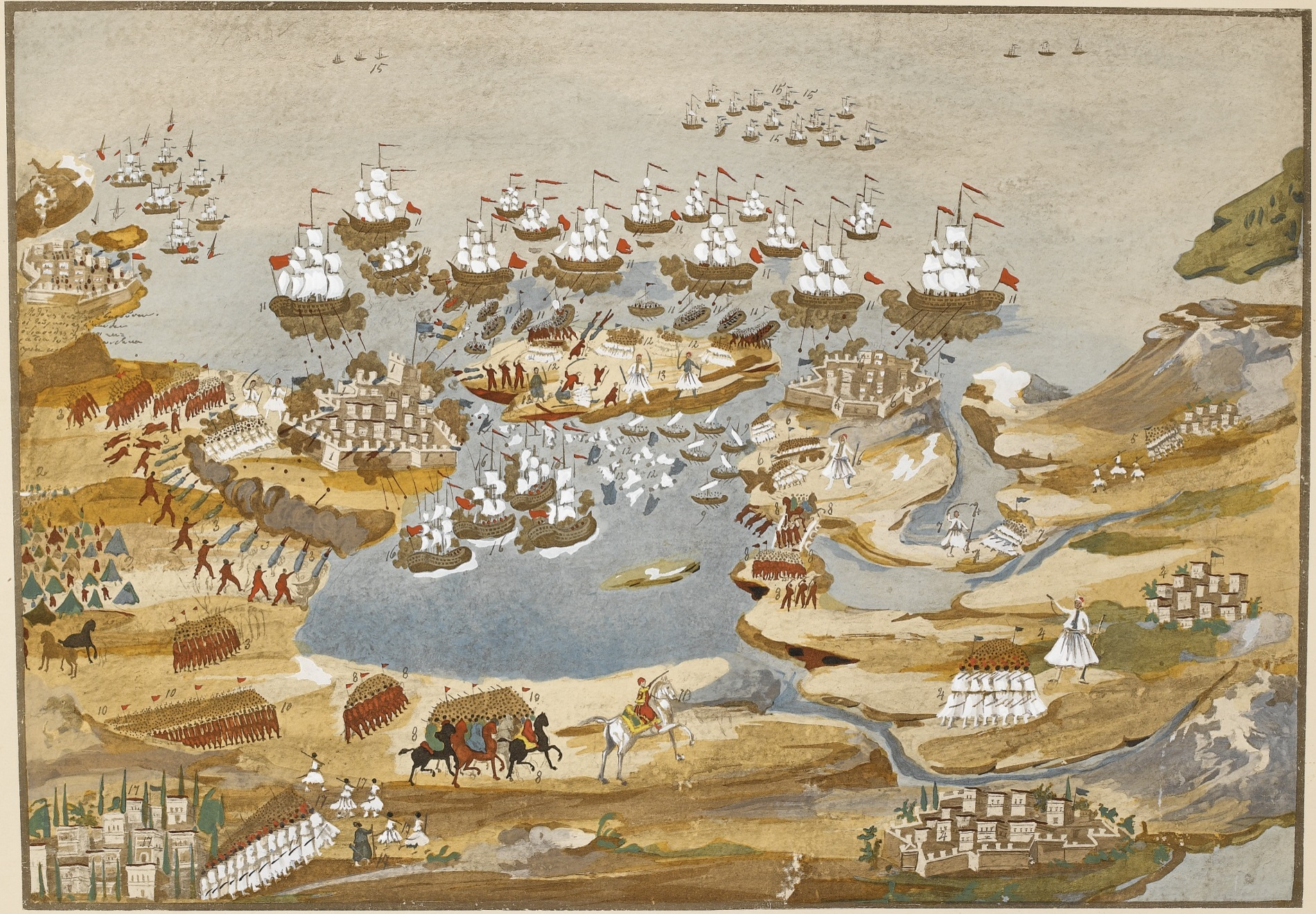
Représentation de l'attaque d'Ibrahim Pacha sur Sphactérie (au milieu), flanquée des attaques sur Navarin (à gauche) et Palaiókastro (à droite) en 1825.

En 1572/3, l'amiral en chef ottoman (capitan pacha) Uluç Ali Reis construit la nouvelle forteresse de Navarin, comme remplacement de l'ancien château franc, qui perd rapidement de son importance : la nouvelle fortification couvre mieux la principale entrée fonctionnelle de la baie vers le sud, d'autant plus que l'entrée nord, plus étroite, est bloquée en 1571 par des navires sabordés à la suite de Lépante ; le nouveau site dispose également d'un approvisionnement en eau plus sûr. À la fin du XVIe siècle, l'ancien château se contente d'une garnison symbolique, et devient de plus en plus délabré et partiellement ruiné au cours du XVIIe siècle. Pendant la guerre de Morée, les Ottomans concentrent leurs défenses sur le nouveau château, et la garnison de 100 hommes de l'ancien château se rend aux Vénitiens sous Francesco Morosini sans bataille le 2 juin 1686. Comme le reste du Péloponnèse, les forteresses demeurent sous contrôle vénitien jusqu'en 1715, date à laquelle les Ottomans les reprennent. Les Vénitiens envisagent d'améliorer ou de démolir la forteresse, mais finissent par y apporter quelques modifications avant sa reconquête par les Ottomans. De même, les Ottomans ne procèdent à aucune réparation ou amélioration majeure, bien que la forteresse possède une garnison symbolique. En avril-juin 1770, la région est temporairement tenue par les Russes, pendant la guerre russo-turque de 1768-74 et la révolution d'Orloff en Grèce, animée par les Russes.
Après le déclenchement de la guerre d'indépendance grecque en mars 1821, les Grecs réussissent à capturer la nouvelle forteresse de Navarin et massacrent sa garnison au cours de la première semaine d'août 1821. La région demeure sous contrôle grec jusqu'en 1825, date à laquelle Ibrahim Pacha d'Égypte s'empare de l'ancien château le 29 avril, puis de la forteresse le 11 mai. La garnison ottomano-égyptienne y reste jusqu'à sa reddition aux troupes françaises du général Nicolas-Joseph Maison au printemps 1828. Les Français découvrent le vieux château essentiellement à l'état de ruine,.